# Kathedraal van Auch

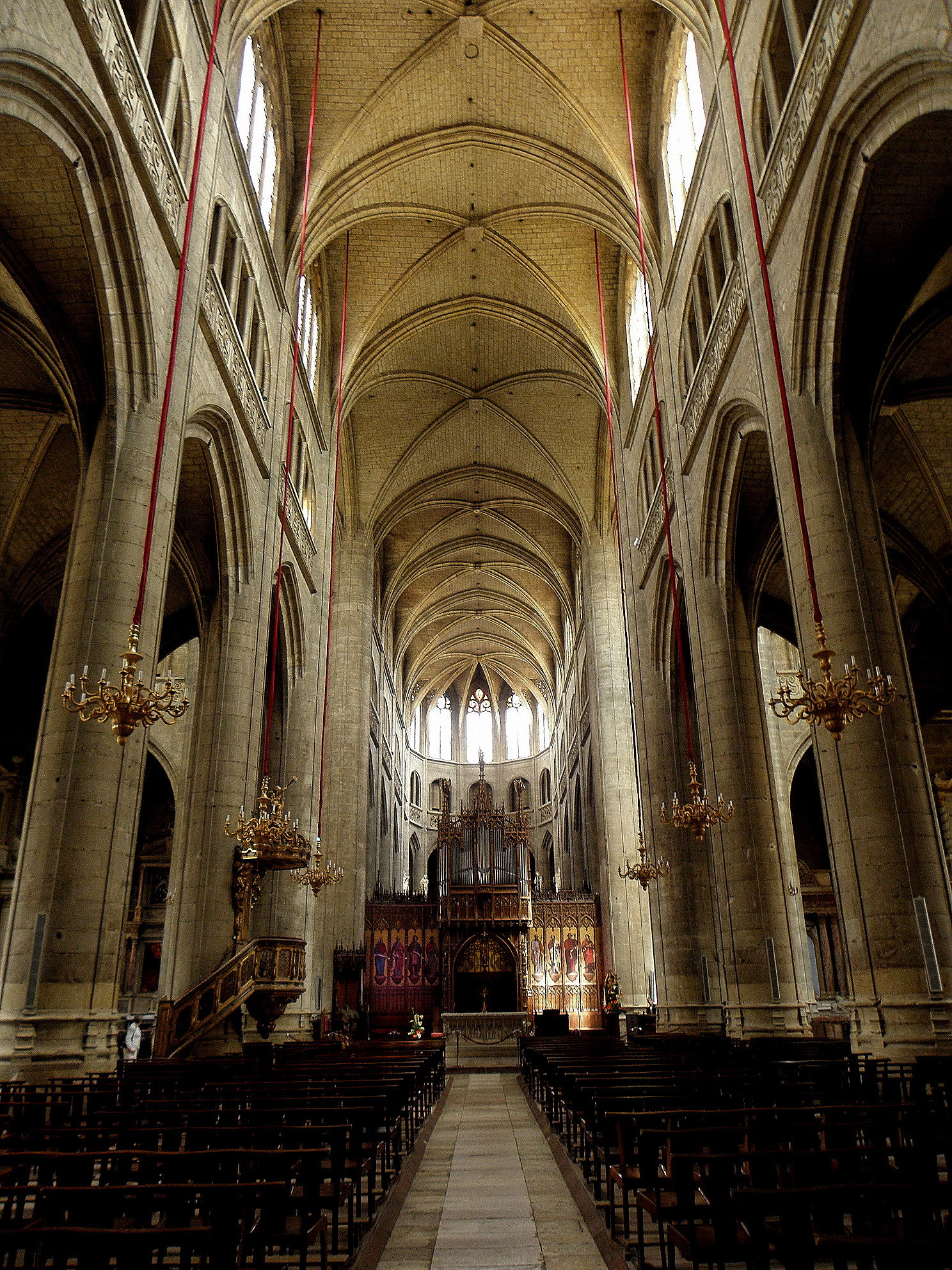
Middenschip met zicht op het doksaal, waarachter het koor

De Kathedraal van Auch of Heilige Maria Kathedraal-basiliek (Frans: Basilique-Cathédrale Sainte-Marie d’Auch) is een rooms-katholieke kerk in de stad Auch in de regio Occitanië. Het is de dom van het aartsbisdom Auch en heeft de titel basilica minor. Ook is het onderdeel van een werelderfgoed van de UNESCO, de Jacobsweg, en sinds 1906 in Frankrijk aangewezen als monument historique.

## Geschiedenis
Het bisdom Elusa of Eauze ontstond al in de derde eeuw in de omgeving van Auch. Na vernieling van de eerste kathedraal door de Noormannen liet bisschop Taurin II in het jaar  849 met de nieuwbouw beginnen, op een goed te verdedigen hoogte. In 879 werd hij door paus Johannes VIII tot aartsbisschop benoemd. Ook dit gebouw viel in het jaar 920 ten minste deels ten offer aan een aanval van de Noormannen. De later heilig verklaarde aartsbisschop Austindus van Auch begon in 1064 met de nieuwbouw, die ruim 100 jaar later door brand werd verwoest.  Daarna werd nog enkele malen aan een nieuwe kerk begonnen, die alle weer zijn verdwenen.
De per 21e eeuw bestaande kathedraal werd vanaf juli 1489 op initiatief van bisschop Frans van Savoye op de ruïnes van een romaanse kathedraal gebouwd. Op 12 februari 1548 werd deze in niet-voltooide staat ingewijd; na een bouwtijd van bijna twee eeuwen was de kerk in 1680 gereed.

## Architectuur

Plattegrond

De kathedraal werd in laatgotische stijl gebouwd, volgens het grondplan van een Latijns kruis. Het is een basiliek met een middenschip, transept en koor met kooromgang. Langs de kooromgang bevinden zich 5 kapellen. Langs de lange zijden van de kerk zijn 18 zijkapellen gemaakt. Het transept dat ongeveer in het midden van het gebouw is gesitueerd, heeft geen naar buiten uitstekende beuken. Het transept is met 26 meter even hoog als het middenschip en daarmee hoger dan de zijbeuken van het middenschip. Daarmee is de kruisvorm vooral aan het dak te zien. De torens van de westelijke gevel tonen duidelijke vormen van de renaissance. De toegang is mogelijk via vijf portalen: drie aan de westkant en twee in het transept. De ongeveer 102 meter lange en 35 m brede kathedraal werd aan het eind van de 17e eeuw met een gevel naar Korinthische orde en een Porticus afgemaakt. De gewelven met 8½ traveeën zijn tot 26 meter hoog; de klokkentorens met bovenop een balustrade, hebben een hoogte van 44 meter.
In het gehele gebouw bevinden zich kleine basementen; alle bogen gaan echter uit van steunelementen aan de zijkant, zoals gebruikelijk in de late gotiek.

## Inrichting
- Zoals ook bij veel Spaanse grote kerken, is het oostelijk deel van de kathedraal en daarmee de eigenlijke misviering aan het hoogaltaar, met de bouw van een doksaal aan de ogen van de kerkgangers onttrokken. Ter compensatie werd tegen de wand van het binnenkoor een tweede altaar opgesteld, waar zich ook de barokke kansel bevindt.
- Het koorgestoelte uit de eerste helft van de 16e eeuw is rijk versierd, en heeft 113 zitplaatsen op twee niveaus. Dominique Bertin uit Toulouse was de maker ervan.[2]
- In het koorgebied bevinden zich ook 18 Renaissance-vensters uit de jaren 1507–1513 van beeldhouwer en glasschilder Arnaud de Moles (1470-1520).[3]
- In een zijkapel is de Graflegging van Christus te zien. Voorts zijn er veel andere beelden en geschilderde taferelen.
- De crypte bevat enkele sarcofagen van bisschoppen.

Het hoofdorgel werd in 1694 door Jean de Joyeuse gebouwd. Het werd zowel in de jaren 1950 en 1990 gerestaureerd.
Het koororgel werd gebouwd door Aristide Cavaillé-Coll.

## Kathedraalmuseum
In het jaar 2015 werd het kathedraalmuseum ingewijd in het voormalige jacobijnenklooster, waar talrijke objecten van christelijke kunst worden tentoongesteld.

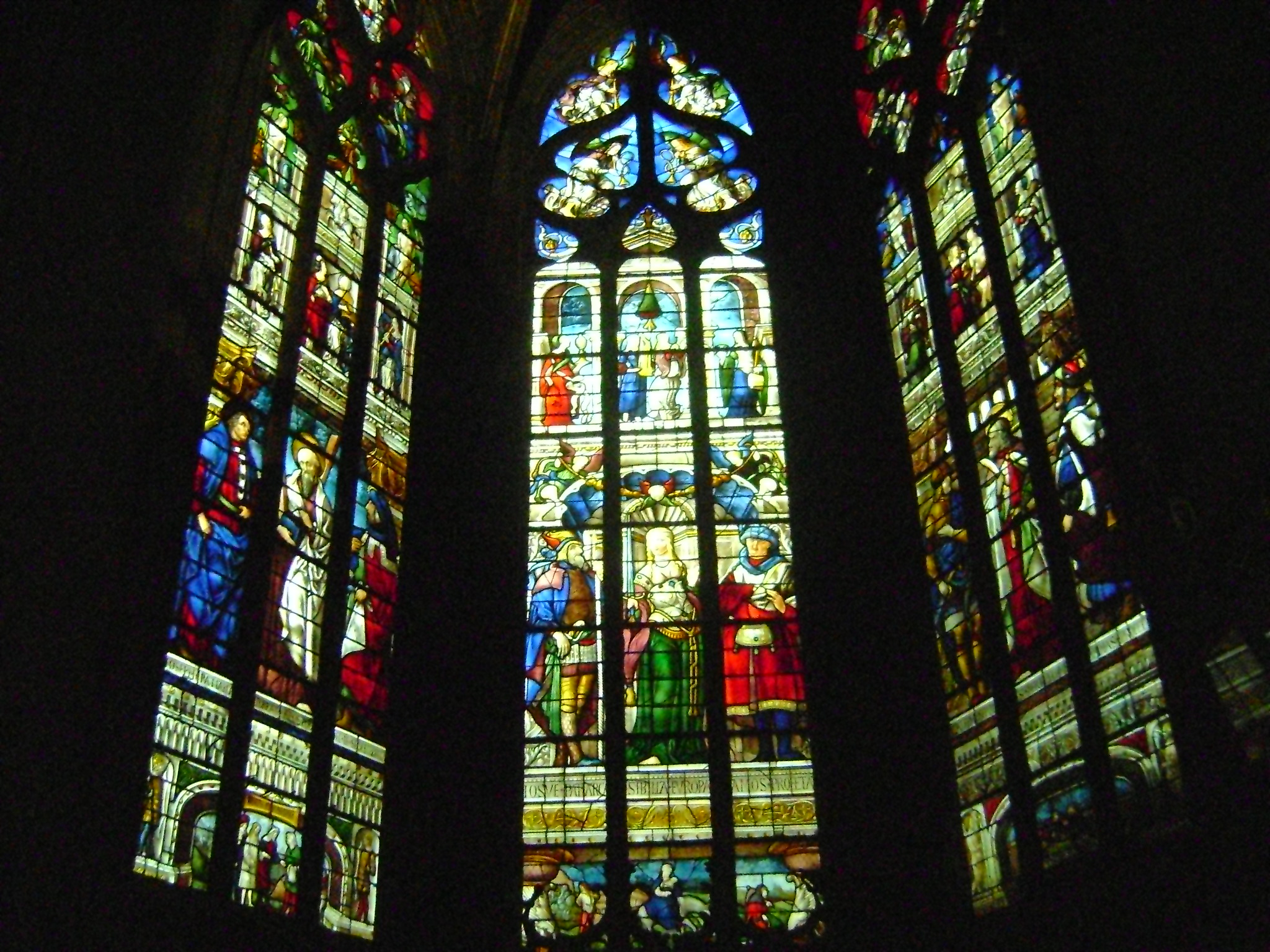
Drie vensters van Arnaud de Moles

## Afbeeldingen

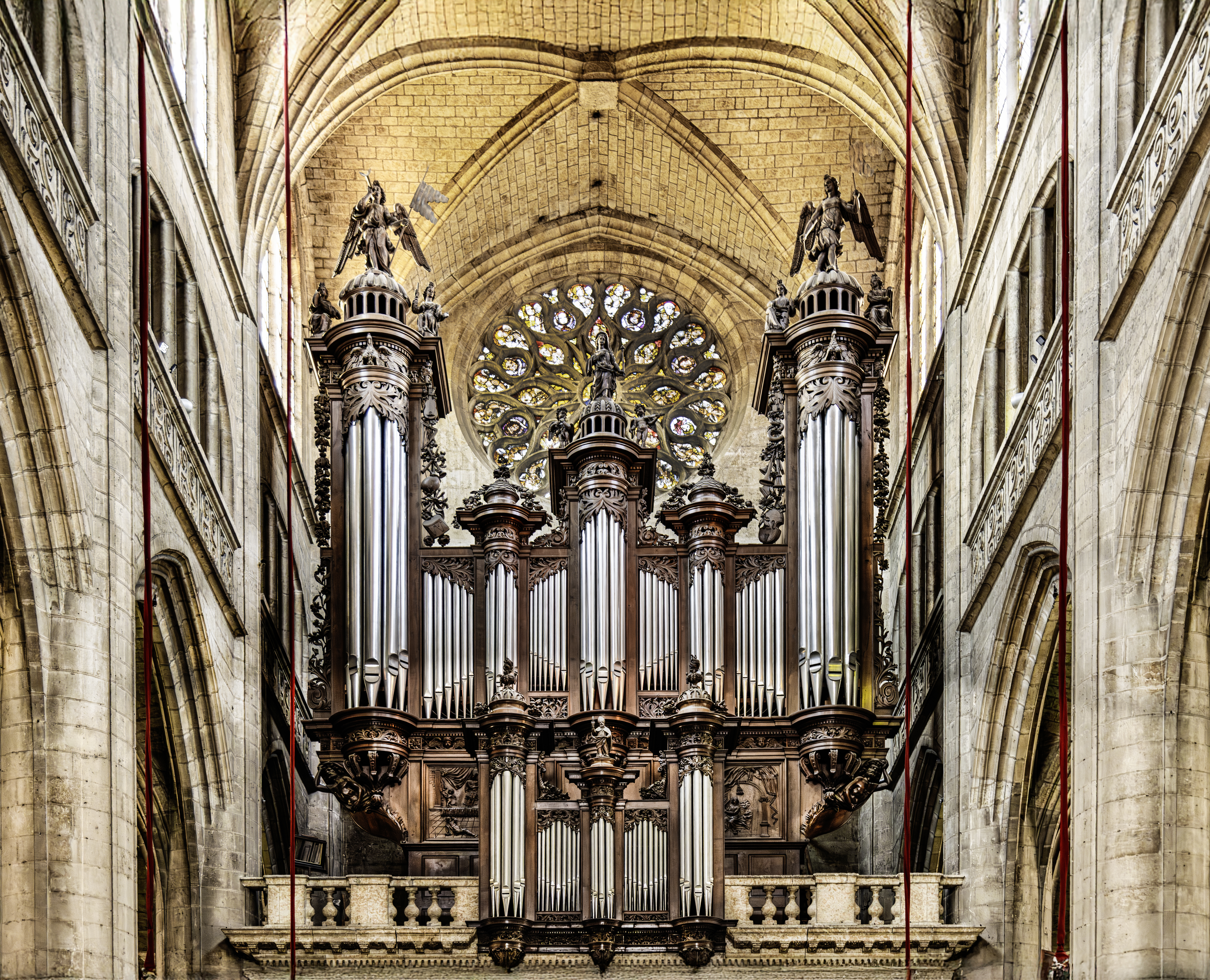
Hoofdorgel
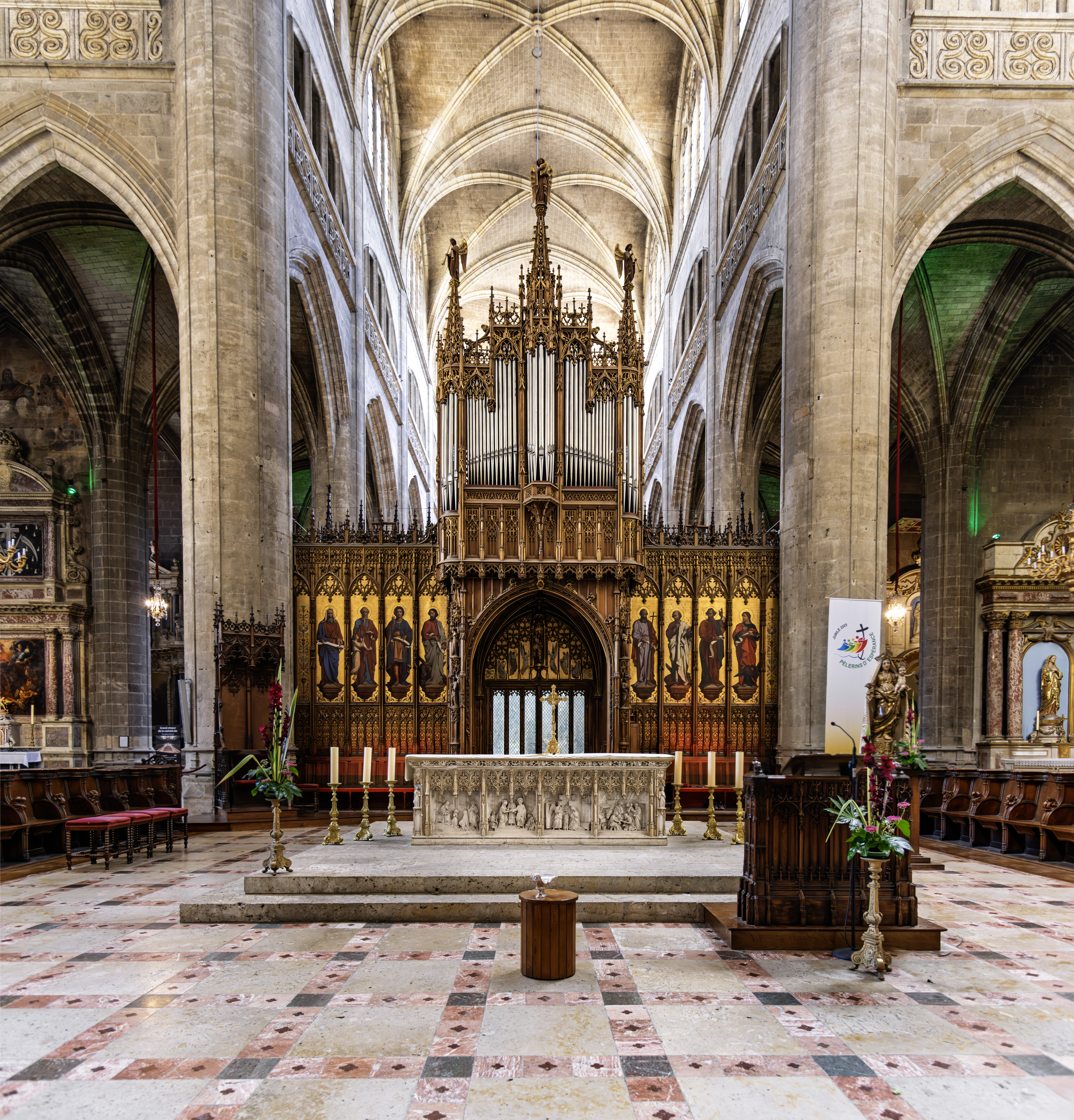
Koor-orgel
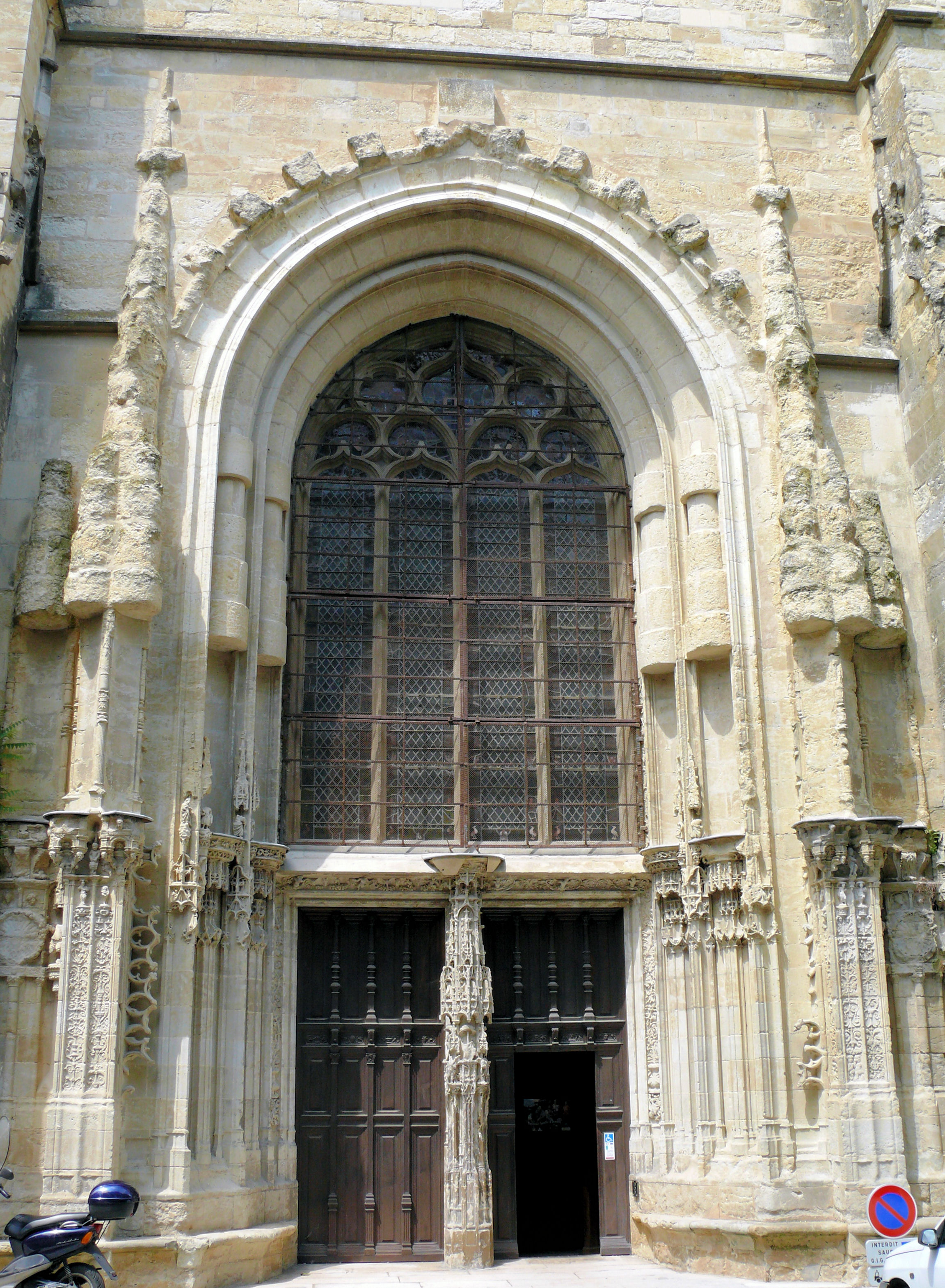
Zuidingang transept
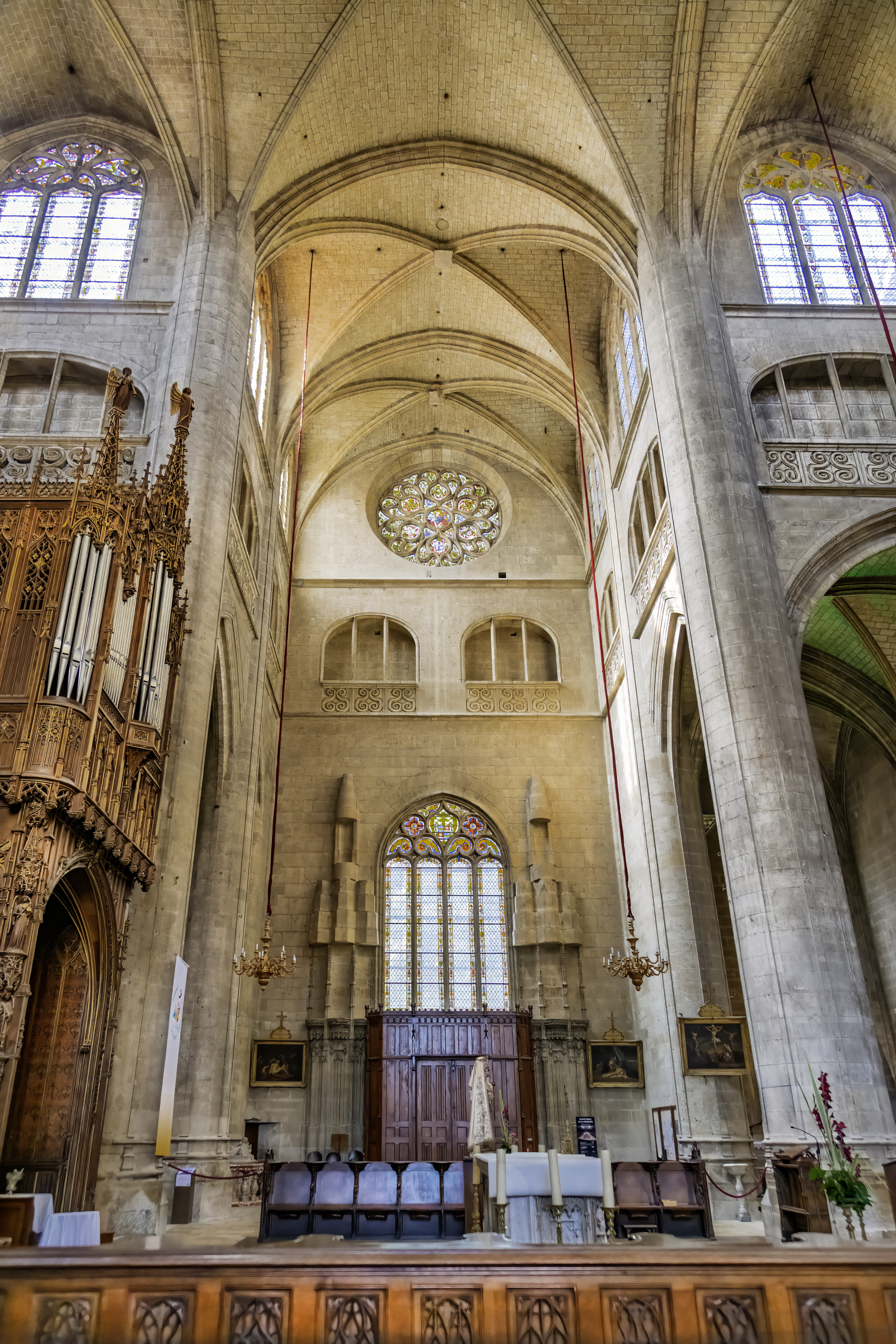
Zuidingang transept, binnenzijde
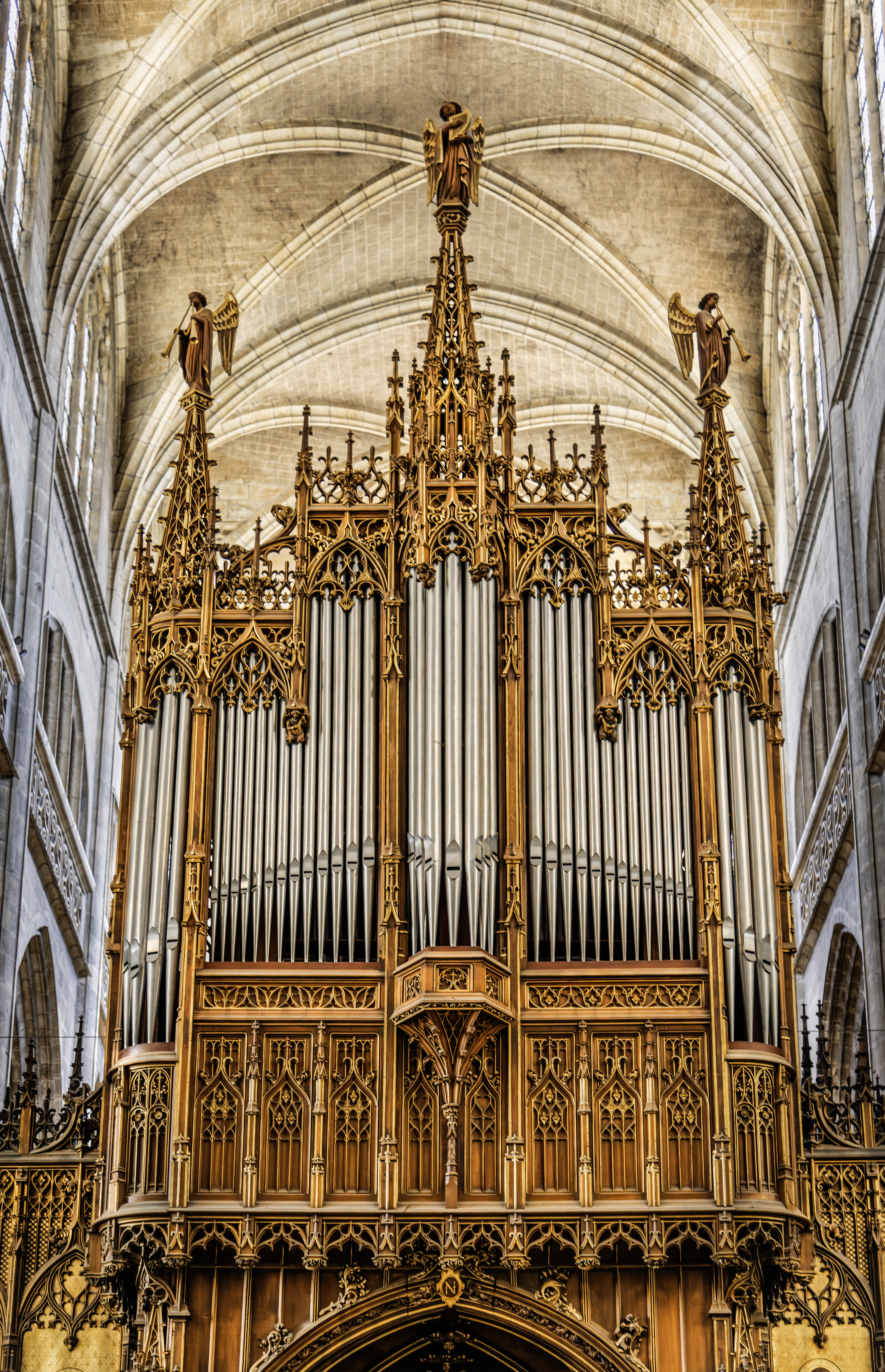
Doksaal waarboven het koororgel, daarachter bevindt zich het koor
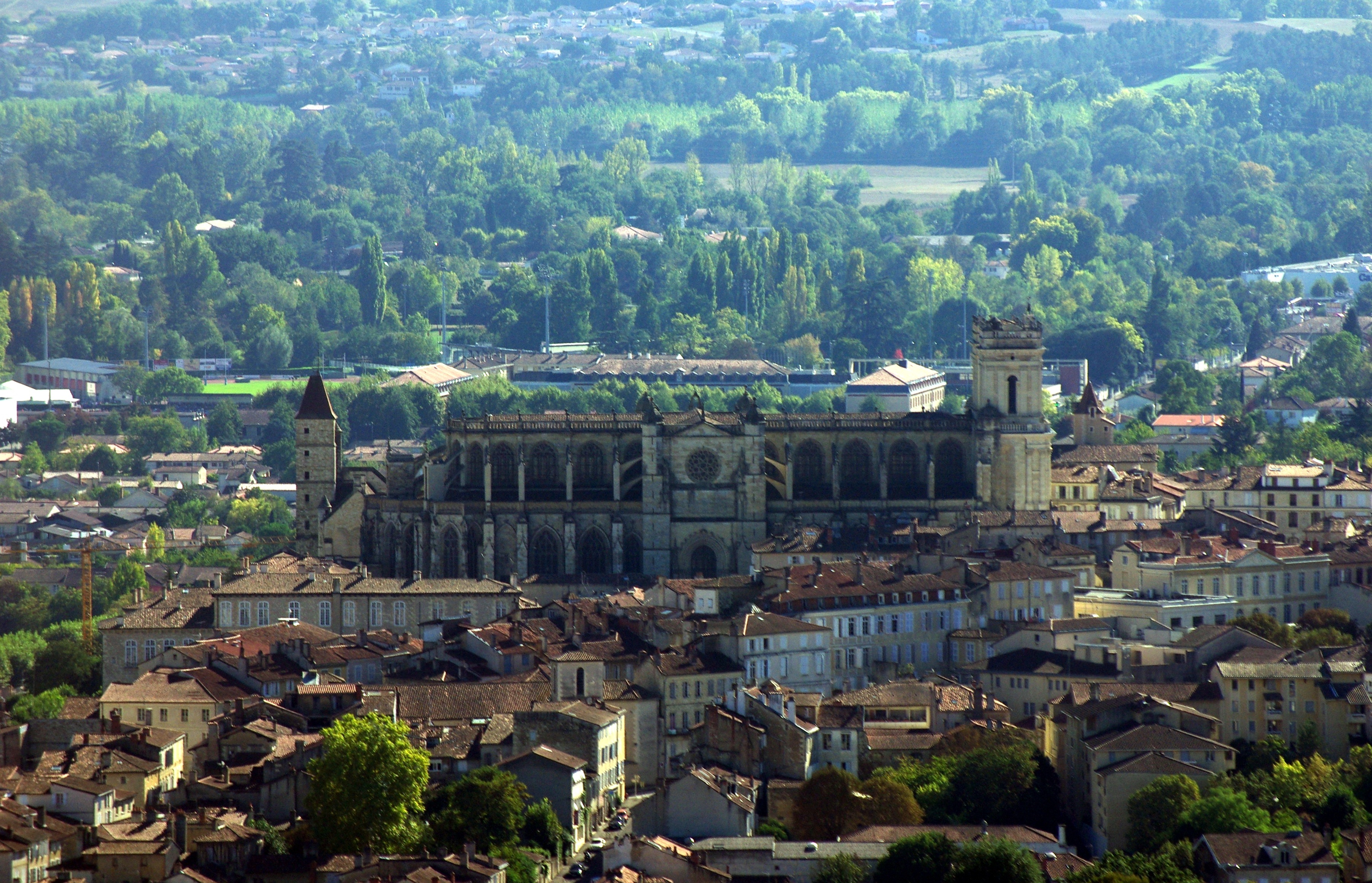
Zij-aanzicht
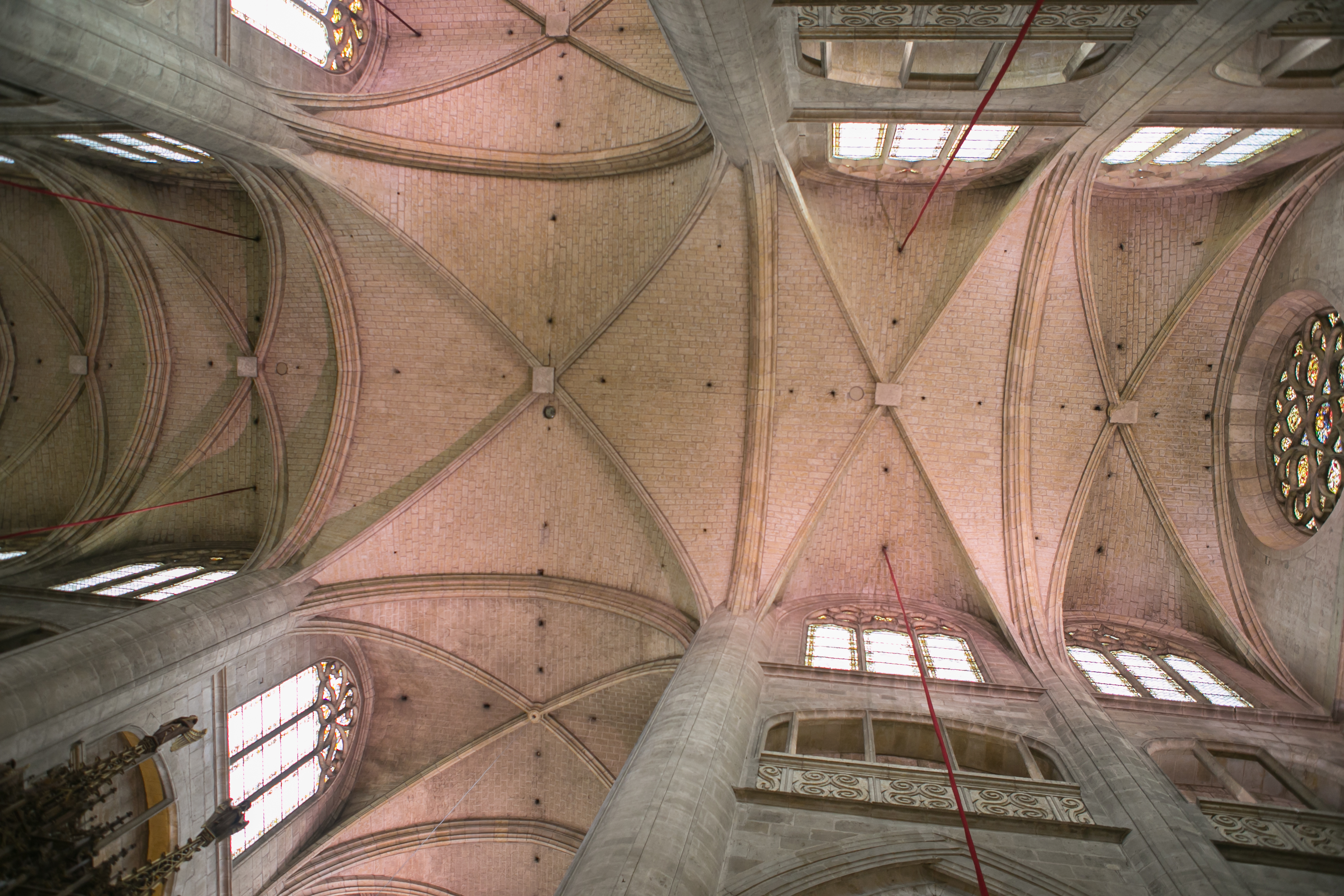
Kruising

Aix · Albi · Amiens · Auch · Auxerre · Bayeux · Bayonne · Beauvais · Béziers · Bordeaux · Bourges · Carcassonne · Châlons · Chartres · Clermont-Ferrand · Dijon · Évreux · Laon · Le Mans · Limoges · Lisieux · Lyon · Meaux · Metz · Nantes · Narbonne · Nevers · Orléans · Parijs · Poitiers · Quimper · Reims · Rodez · Rouen · Sées · Sens · Soissons · Straatsburg · Toul · Toulouse · Tours · Troyes